# Лајно Лејкс (Минесота)
Лајно Лејкс (енгл. Lino Lakes) град је у америчкој савезној држави Минесота.

## Демографија
По попису из 2010. године број становника је 20.216, што је 3.425 (20,4%) становника више него 2000. године.
| Група             | 2000.          | 2010.          |
| Белци             | 15.608 (93,0%) | 18.098 (89,5%) |
| Афроамериканци    | 417 (2,5%)     | 550 (2,7%)     |
| Азијати           | 192 (1,1%)     | 754 (3,7%)     |
| Хиспаноамериканци | 259 (1,5%)     | 373 (1,8%)     |
| Укупно            | 16.791         | 20.216         |